# ردود الفعل الدولية على الانتخابات الرئاسية الأمريكية 2020
ظهرت في شتى أنحاء العالم ردود فعل الدولية على إعلان شبكات الأخبار الكبرى في 7   نوفمبر 2020 فوز السياسيين الديمقراطيين جو بايدن وكمالا هاريس في الانتخابات الرئاسية الأمريكية لعام 2020، بما في ذلك ردود فعل الأفراد والدول ذات السيادة والمؤسسات الأخرى. وأرسل العديد من القادة الأجانب رسائل إلى بايدن وهاريس تعرب عن تفاؤل بشأن العمل معًا.

## المنظمات الحكومية الدولية والمنظمات الدولية

### تهاني للديمقراطيين
- الاتحاد الأفريقي - رئيس مفوضية الاتحاد الأفريقي موسى فاكي (2017 – حتى الآن)[2]
- تحالف الديمقراطيات - أرسل تحالف الديمقراطيات التهاني إلى بايدن عقب إعلان فوزه في رسالة تقول: «تهانينا إلى الرئيس المنتخب جو بايدن. لقد نلنا شرف العمل مع الرئيس المنتخب بصفته عضوًا مؤسسًا للجنة العابرة للأطلسي لنزاهة الانتخابات. وإننا نتطلع إلى العمل مع إدارة بايدن\هاريس من أجل الدفاع عن الديمقراطية في كافة أنحاء العالم».
- تجمع الكاريبي – رئيس التجمع رالف غونزالفيس (2020 – حتى الآن)
- الإدارة المركزية للتيبت [3]
  - الرئيس لوبسانغ سانغاي
  - الرئيس الأسبق للإدارة المركزية للتيبت تينزين غياتسو، الدالاي لاما رقم 14 (1959-2012)
- الاتحاد الأوروبي [4]
  - رئيسة المفوضية الأوروبية أورزولا فون دير ليين (2019 – حتى الآن)
  - رئيس المجلس الأوروبي تشارلز ميشيل (2019 – حتى الآن)
  - الممثل السامي للاتحاد للشؤون الخارجية والسياسة الأمنية جوزيب بوريل (2019 – حتى الآن)، وصف بوريل فوز بايدن ب«اليوم العظيم للولايات المتحدة الأمريكية وأوروبا» وأعرب عن آماله في «إعادة بناء الشراكة الأمريكية-الأوروبية.
- منظمة الإنسانيون الدوليون – الرئيس أندرو كوبسون (2015- حتى الآن)، أرسل كوبسون تهانيه إلى بايدن قائلًا: «يا له من انفراج، ربما لم ينته بعد كابوسنا العالمي، بيد أننا نعلم أن الشعبوية القومية الخارجة عن القانون يمكن أن تُهزم عبر صناديق الاقتراع، وهزيمتها لم تأت عبر متطرفين مضادين بل عبر أممين ديمقراطيين ليبراليين. نتمنى التوفيق للرئيس جو بايدن والسناتور كمالا هاريس»
- ليبرال إنترناشيونال – الرئيسة حاكيما إل هايت (2018- حتى الآن)، أرسلت هايت تهانيها إلى بايدن قائلة: «بالنيابة عن أسرة الليبرالية الدولية أتقدم بالتهنئة إلى الرئيس المنتخب جو بايدن ونائب الريس كمالا هاريس، لديكم دعمنا التام لنهضة التعددية».
- حلف شمال الأطلسي – الأمين العام لحلف الناتو يينس شتولتنبيرغ (2014- حتى الآن)
- منظمة الدول الأمريكية – تقدم التحالف التقدمي بتهانيه لبايدن في تغريدة تنص على: «نتقدم بالتهاني إلى الرئيس المنتخب جو بايدن ونائبة الرئيس المنتخب كمالا هاريس وأصدقائنا الديمقراطيين! ذلك أمر هام للولايات المتحدة الأمريكية ولنا جميعًا. تلك فرصة جديدة لإحداث فرق في التقدم والعدالة الاجتماعية والديمقراطية وتجدد التعددية».
- الأممية الاشتراكية – أصدرت الأممية الاشتراكية بيانًا تهنئ فيه بايدن على فوزه تقول فيه: «نهنئ الرئيس المنتخب جو بايدن ونائبته كمالا هاريس والحزب الديمقراطي على حملتهم الناجحة. ]...[ يوفر انتصار جو بايدن فرصة لتقوية التعددية في عالم يحتاج إليها بشدة لصالح الجميع. نحن الديمقراطيون الاجتماعيون في كافة أنحاء العالم على قناعة بأن نتيجة الانتخابات الرئاسية هذه سيكون لها العديد من التداعيات الإيجابية على كل من الولايات المتحدة الأمريكية والعالم، ونتمنى للرئيس المنتخب كل النجاح.[5]
- الأمم المتحدة
  - هنأت إليزابيث إم. كوزنز رئيسة والمديرة التنفيذية لمؤسسة الأمم المتحدة بايدن على فوزه في بيان أصدرته في 8 نوفمبر.
  - هنأ ممثلون عن منظمة الصحة العالمية بايدن على فوزه وتحدثوا عن «تطلعهم إلى إلغاء الولايات المتحدة لخططها بمغادرة المنظمة». [6]

### إدانة وتحفظ
- خضر عالميون – لم يتقدم الخضر العالميون بتهنئة لبايدن أو ترامب بل اختاروا إرسال تضامنهم مع حزب الخضر الأمريكي قائلين: «الآن، وأكثر من أي وقت مضى، أصبح أمرًا بالغ الأهمية تواجد أصوات طرف ثالث مثل حزب الخضر في الولايات المتحدة».
- مجلس التضامن مع اليمن – أصدر مجلس التضامن مع اليمن بيانًا يدين فيه الرئيس المنتخب بايدن والولايات المتحدة، وذكر البيان: «إلى أن نرى تحركًا واضحًا من جانب الرئيس المنتخب جو بايدن وإدارته، وإلى أن يتخذ قرارًا بإنهاء التدخل الأمريكي في اليمن ... نؤكد على وجهة النظر أن الولايات المتحدة تشكل أكبر تهديد في وجه تقرير المصير اليمني واكتفاءه الذاتي واستقلاله».[7]

## منظمات دينية

### تهاني إلى الديمقراطيين
- كنيسة يسوع المسيح لقديسي الأيام الأخيرة – تقدمت كنيسة يسوع المسيح لقديسي الأيام الأخيرة بالتهاني إلى بايدن قائلة: «نتقدم بالتهاني إلى الرئيس المنتخب جو بايدن على انتخابه رئيسًا للولايات المتحدة. ونهنئ أيضًا نائبة الرئيس المنتخب كمالا هاريس. ندعو الناس في كل مكان، أيًا تكن آراؤهم السياسية، إلى الانضمام إلينا في الصلاة من أجل هذه الإدارة الجديدة ومن أجل قادة الأمم في شتى أنحاء العالم. كانت الصلاة من أجل أولئك الذين يشغلون مناصب عامة ممارسة أعضاء كنيسة يسوم المسيح لقديسي الأيام الأخيرة منذ تأسيسها. الرجال والنساء الذين يقودون دولنا ومجتمعاتنا بحاجة إلى صلواتنا». [8]
- توجه بطريرك القسطنطينية المسكوني برثلماوس الأول برسالة تقول: «إنك تعطي أملًا وقناعة بمستقبل أفضل». [9]
- المؤتمر اليهودي الدولي – الرئيس رونالد لودر (2007- حتى الآن).

## دول ذات سيادة وحكومات أخرى

### تهاني إلى الديمقراطيين

#### أفريقيا
- أنغولا – الرئيس جواو لورينكو (2017 – حتى الآن)[10]
- بوتسوانا – الرئيس موغويتسي ماسيسي (2020 – حتى الآن)
- بوركينا فاسو – الرئيس روتش مارك كريستيان كابوري (2015- حتى الآن)
- بوروندي – الرئيس إيفاريست نداييشيمي (2020 - حتى الآن)
- الكاميرون – الرئيس بول بيا (1982- حتى الآن)
- كاب فيردي
- الرئيس خورخي كارلوس فونسيكا (2011- حتى الآن)
- رئيس الوزراء أوليسيس كوريا إي سيلفا (2016 – حتى الآن)
- جزر القمر – الرئيس أزالي أسوماني (2016- حتى الآن)
- جمهورية الكونغو – الرئيس دينيس ساسو نغويسو (1997- حتى الآن)
- جمهورية الكونغو الديمقراطية – الرئيس فيليكس تشيسيكيدي (2019- حتى الآن)
- تشاد – الرئيس إدريس ديبي إتنو (1990- حتى الآن)
- جيبوتي – الرئيس إسماعيل عمر غويليه (1999- حتى الآن)
- مصر – الرئيس عبد الفتاح السيسي (2014- حتى الآن)
- إريتريا – الرئيس إيساياس أفويركي (1993- حتى الآن)
- إسواتيني – رئيس الوزراء امبروسي ماندفولو دلاميني (2018-2020)
- إثيوبيا – رئيس الوزراء أبي أحمد (2018- حتى الآن)
- الغابون – الرئيس علي بونغو أونديمبا (2009- حتى الآن)
- غامبيا – الرئيس أداما باروف (2017- حتى الآن)
- غانا – الرئيس نانا أكوفو أدو (2017 - حتى الآن)
- غينيا – الرئيس ألفا كوندي (2010 - حتى الآن)
- غينيا بيساو – الرئيس أومارو سيسكو إمبالو (2020- حتى الآن)
- ساحل العاج – الرئيس ألاساني أوتارا (2010- حتى الآن)
- كينيا – الرئيس أوهورو كينياتا (2013- حتى الآن)
- ليسوثو – رئيس الوزراء مويكيتسي ماجورو (2020 - حتى الآن)
- ليبيريا – الرئيس جورج وياه (2018- حتى الآن)
- ليبيا – الرئيس فايز السراج (2016- حتى الآن)
- مدغشقر – الرئيس أندري راجويلينا (2019- حتى الآن)
- ملاوي – الرئيس لازاروس تشاكويرا (2020- حتى الآن)
- مالي – الرئيس باه نداو (2020- حتى الآن)
- موريتانيا – الرئيس محمد ولد غزواني (2019- حتى الآن)
- موريشيوس – رئيس الوزراء برافيند جوغناوث (2017- حتى الآن)
- موزمبيق – الرئيس فيليب نيوسي (2015- حتى الآن)
- ناميبيا – الرئيس حاجي جينغوب (2015- حتى الآن)
- النيجر – الرئيس محمدو إيسوفو (2011- حتى الآن)
- نيجيريا – الرئيس محمدو بوحاري (2015- حتى الآن)
- رواندا – الرئيس بول كاجامي (2000- حتى الآن)
- الجمهورية العربية الصحراوية الديمقراطية – الرئيس إبراهيم غالي (2016- حتى الآن)
- ساو تومي وبيرنسيب – الرئيس إيفاريستو كارفايو (2016- حتى الآن)